# 石安镇 (重庆市)
石安镇，是中华人民共和国重庆市梁平区下辖的一个乡镇级行政单位。

## 行政区划
石安镇下辖以下地区：
石安街道社区、龙坪村、里程村、骆马村、联丰村、南溪村、翟溪村、荷叶村、莲花村和牌楼村。